# Bataille de Gajiram (2019)
Pour les articles homonymes, voir Bataille de Gajiram.
Insurrection de Boko Haram
Batailles
La bataille de Gajiram a lieu le 17 juin 2019 pendant l'insurrection de Boko Haram.

## Déroulement
Le soir du 17 juin 2019, les djihadistes de l'État islamique en Afrique de l'Ouest attaquent la base militaire de Gajiram, à 80 kilomètres de Maiduguri. Arrivés à bord de neuf pick-up, ils mettent en déroute la garnison, incendient la base et emportent des armes et des véhicules.
Vers 18 heures, les vainqueurs entrent dans la ville de Gajiram où ils pillent des stocks de nourriture dans des magasins et tirent des coups de feu en l'air, poussant les habitants à se réfugier dans leurs maisons ou à fuir en brousse. Les djihadistes n'attaquent cependant pas les civils et ne font pas de blessés, ils restent pendant cinq heures à l'intérieur la ville, puis se retirent.
L'armée nigériane reprend le contrôle de Gajiram le lendemain. 

## Pertes
Selon les déclarations sous couvert d'anonymat d'un officier de l'armée nigériane à l'AFP, les corps de 15 soldats ont été retrouvés le 18 juin, mais il précise que ce nombre pourrait augmenter, certains soldats étant toujours portés disparus. Une autre source militaire de l'AFP donne le même bilan.